# Mario van der Ende
Mario van der Ende (L'Aia, 28 marzo 1956) è un ex arbitro di calcio olandese.

## Biografia
Nel 1990 venne promosso al ruolo di arbitro internazionale. Partecipò a due edizioni dei mondiali di calcio, ovvero ad USA 1994 dove diresse, tra l'altro, Italia-EIRE e l'ottavo di finale Spagna-Svizzera, ed in Francia nel 1998 dove fu designato per Argentina-Giappone e Spagna-Bulgaria. Conta un'apparizione anche agli europei di calcio del 1996 in Inghilterra, mentre nell'edizione precedente del 1992 svolse le funzioni di quarto ufficiale, collaborando col connazionale John Blankenstein. Fu protagonista anche di due finali di Supercoppa Europea: nel 1992 Stella Rossa-Manchester United e nel 1995 Milan-Arsenal. Nel 1992 conquistò pure la finale del Campionato europeo di calcio Under-21 tra Svezia e Italia, mentre nel 1991 arbitrò ai mondiali di calcio FIFA under 17 in Italia. Nel 1997 giunse terzo nella graduatoria relativa al miglior arbitro dell'anno, stilata dalla IFFHS.
Poi, cominciò il declino, complice, suo malgrado, anche la grave malattia (tumore al collo) che lo colpì nel 1999: tornò sui campi nel 2000, concludendo quindi l'attività internazionale un anno dopo, in occasione della gara per le qualificazioni mondiali tra Lituania e Italia. Vanta anche una semifinale di UEFA Champions League (nel 1998), una semifinale di Coppa delle Coppe (nel 1994) e tre semifinali in Coppa UEFA (nel 1995, 1996 e 1997).
Dopo essere stato per anni osservatore degli arbitri UEFA, nell'agosto 2008 viene nominato Capo-Istruttore ad interim della classe arbitrale australiana.